# Manusela-Seti jezici
Manusela-Seti jezici, podskupina ceramskih jezika, šire istočne centralnomolučke skupine, koji su rašireni po molučkim otocima u Indoneziji. Sastoji se od pet jezika, to su: benggoi ili bengoi [bgy], 350 (1989 SIL); huaulu ili alakamat [hud], 300 (1987 SIL) ; liana-seti [ste], 3.000 (1989 SIL); manusela ili wahai [wha], 7.000 (1989 SIL); i salas ili [sgu], 50 (1989 SIL).

## Vanjske poveznice
- Ethnologue (14th)
- Ethnologue (15th)